# Bulin
Bulin (Duits: Bullendorf) is een plaats in het Poolse district  Nowosolski, woiwodschap Lubusz. De plaats maakt deel uit van de gemeente Kożuchów en telt 31 inwoners.